# جيمس أوكلاند
جيمس أوكلاند (بالإنجليزية: James Auckland)‏ مواليد 1 أبريل 1980 في نورتش، هو لاعب كرة مضرب إنجليزي سابق بدأ مسيرته كمحترف سنة 1999 وكان يلعب باليد اليمنى، اعتزل اللعب في 2009. أعلى تصنيف له في الفردي كان المركز الـ 282 في سنة 2006. أعلى تصنيف له في الزوجي كان المركز الـ 57 في سنة 2007.

## روابط خارجية
- جيمس أوكلاند على موقع رابطة محترفي التنس (الإنجليزية)
- جيمس أوكلاند على موقع الاتحاد الدولي لكرة المضرب (الإنجليزية)
- جيمس أوكلاند على موقع خلاصة التنس.كوم (الإنجليزية)
- جيمس أوكلاند على موقع إي إس بي إن.كوم (الإنجليزية)